# 全日本人文字コンテスト
『全日本人文字コンテスト』（ぜんにほんひともじコンテスト）は、日本テレビの「木曜スペシャル」で毎年12月ごろに放送されていた特別番組。文部省後援。

## 内容
官製はがきで応募することにより、抽選で出場権を付与される方式。出場者の多くは学校だった。
校庭など広い場所で、人文字によるアニメーションを展開し、その映像の優劣をスタジオ内でゲストが審査する、『欽ちゃんの仮装大賞』などと同じ方式を取った。
第1回（1988年3月24日放送）
（日本民放連賞/1988年〈昭和63年〉テレビ娯楽部門、優秀賞）
収録：本社（現：麹町分室）スタジオ
司会：高島忠夫・石川牧子・島田紳助
ゲスト出演：海部俊樹元文部大臣（のちに内閣総理大臣）・塩沢とき・マリアン・水野晴郎ほか
優勝校　茨城県結城市立結城中学校「先生の記念写真」
第2回（1988年12月29日放送）
収録：生田スタジオ
司会：高島忠夫、石川牧子
第6回（1992年1月23日放送）
収録：生田スタジオ
司会：島田紳助、相原勇
進行：福澤朗（当時・日本テレビアナウンサー）
ゲスト出演：山本晋也、生田悦子、ケント・デリカット、田中義剛、山﨑浩子
レポーター：ダンプ松本
ナレーター：梶原しげる

## スタッフ
第6回放送時
- 構成：福井貞則、上下真三、伊東雅司、今村良樹、伊藤忠司、松井尚
- ロケーション技術：篠崎順一、明鹿野崇、渕野祐輔、坂本潤一、小島良児、竹内一夫
- スタジオ技術：内山久光、九里隆雄、守屋誠一、柏崎芳則、吉野誠、木村明
- スタジオ美術：浜野璋彦、小野寺一幸、天野兼一郎、吉田浜
- 編集：宮林茂光、鈴木教全
- VTR編集：宮里憲和
- ミキサー：宮田昌
- 音響効果：江藤純、生駒篤則
- TK：矢島由紀子
- デスク：小林和子
- ディレクター：古山晃、中尾光孝、小木裕介、小野剛寛、鯉渕謙二、中野行男
- 総合演出：福地裕之
- プロデューサー：増田一穂、富田秀樹（TIP TOP）
- チーフプロデューサー：高橋靖二、篠崎安雄
- 制作協力：T.P.J、TIP TOP、翔テレビジョン
- 製作著作：日本テレビ

## 備考
- 第1回・第6回は放送ライブラリーにて視聴できる。